# NGC 262
NGC 262 je galaksija u zviježđu Andromeda.

## Vanjske poveznice
- SEDS: NGC 0262